# HARUMI FLAG
35°39′01″N 139°46′28″E / 35.650361°N 139.774519°E

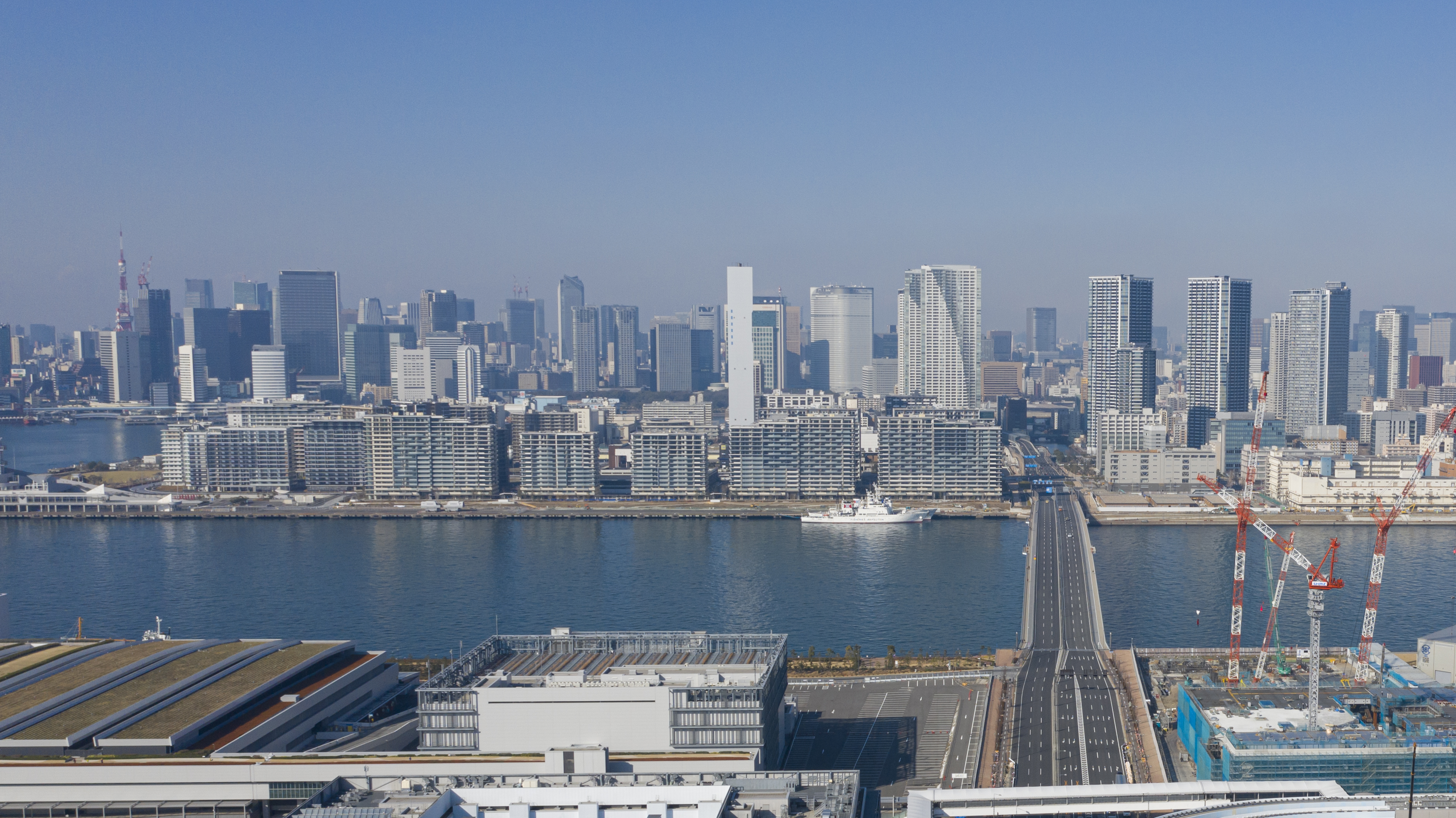
從豐洲市場眺望Harumi flag（圖中間靠水面的一排大樓）

HARUMI FLAG為日本東京都中央區晴海實行社區營造之城鎮名稱，在2021年7月到9月為2020年夏季奧林匹克運動會、2020年夏季帕拉林匹克運動會的選手村。

## 歷史
本來此區為東京國際貿易展覽館，場館拆除後為了有效使用此塊土地，當時的東京都知事石原慎太郎提倡2016年東京奧運構想，打算在此區建奧運主場館，但因最後未能成為奧運主辦城市，計畫亦跟著取消。後來東京成功地被選為2020奧運主辦城市，此區定為選手村的預定地。
於2013年時確定在2020年時舉辦東京奧運的關係，東京都實行晴海五丁目西地區第一種市街地再開發的計畫，總工程花費大約540億日圓。
2017年開工，2019年12月選手村竣工。
本來於2020年7月奧運結束後，預定當作住宅出售或公寓出租給一般民眾，但因COVID-19的影響，導致奧運延期，也使入住的時間有所變動。
此外，在奧運結束後，預計增建2棟50樓的超高層公寓大樓。大樓完工後總戶數達至5,632戶（其中出售占4,145戶），形成約1萬2000人居住的小鎮，以出售公寓來看的話將成日本國內最多的住戶數。建築物所有樓層的面積總和為67萬7,9000平方公尺。
整個開發計畫預計在2025年完成。

## 街區概要
負責設計全體街區的團隊有25人，其中主設計師為光井純，參與此社區建設的不動產業者達至11家，為日本國內公寓大樓開發案中，業者參與最多間的一次。停車場全採地下化。社區中種植大約3,900棵樹，另外以活用次世代能源為目的，裝設加氫站等再生能源設施。
SUN VILLAGE
面向朝潮運河的北側街區，包含出售住宅和店舖。
SEA VILLAGE
面向晴海運河的南側街區，全為出售住宅。
PARK VILLAGE
位於中央偏西側的街區，包含出售住宅和店舖。
PORT VILLAGE
位於中央偏東側的街區，包含分售住宅和保育設施。
街區中央則是預計蓋中央區立的公立中小學校。另外在北側的第七街區由三井不動產建設的商業設施，預定在2022年開業。

## 交通方式
※預計2022年交通路線才會完整化
- 都營巴士
- 東京BRT（日语：東京BRT）

## 備註
1. ↑   (PDF).   [2021-07-23]. （原始内容 (PDF)存档于2021-07-23）.

## 外部連結
- 晴海五丁目西地区（選手村の整備） （页面存档备份，存于）
- 選手村の整備（大会後のまちづくり） （页面存档备份，存于）